# Юридическое имя физического лица
Юриди́ческое и́мя физи́ческого лица́ — имя, которое персона получает при рождении и которое фиксируется в свидетельстве о рождении либо которое получает при вступлении в брак и которое фиксируется в свидетельстве о браке. Термин обычно используется по отношению к именам, когда лицо, достигшее определённого возраста, поднимает вопрос об изменении своего имени в юридических документах.
Как правило, юридическое имя состоит из имени и фамилии. Указание прочих частей имени зависит от культурных традиций и государства. Правила изменения имени при вступлении в брак также различаются в разных государствах.